# Carolyn Hart
Carolyn Hart, nata Carolyn Gimpel (25 agosto 1936), è una scrittrice statunitense.

## Biografia
È cresciuta a Oklahoma City dove vive tuttora. Ha frequentato la Cleveland Elementary School, Taft Junior High School, e Classen High School. All'età di 11 anni decise che voleva diventare una reporter.
Nel 1958 si laureò in giornalismo all'Università dell'Oklahoma. Incontrò suo marito Philip mentre viaggiava per l'Europa durante il primo anno di college. Dopo la laurea, mentre il marito frequentava la scuola di legge, la Hart ha lavorato come reporter per The Norman Transcript. Abbandonò il giornalismo dopo la nascita del figlio, Philip Jr.
Nel 1964, lo stesso anno in cui nacque la figlia Sarah, vinse un concorso di scrittura per un mystery indirizzato a ragazze adolescenti sponsorizzato dalla casa editrice Dodd, Mead and Company e Calling All Girls. Tra il 1965 e il 1972 continuò a scrivere altri mystery per ragazzi e adulti. Dal 1972 al 1987 scrisse nove romanzi che ebbero solo un modesto successo. Fino alla pubblicazione dei libri di Marcia Muller, Sara Paretsky e Sue Grafton, le case editrici erano poco interessate ai gialli scritti da autrici donne. Il successo di queste autrici, però, aprì le porte alla serie di Death on Demand.
Il romanzo Letter from Home ambientato nella Seconda Guerra Mondiale è stato nominato per un Premio Pulitzer per la narrativa dall'Oklahoma Center for Poets and Writers dell'Oklahoma State University-Tulsa.

## Premi
- Agatha Award: nove nominatin e tre vincite[6]
- Anthony Award for Best Paperback Original: cinque nomination e due vincite[8]
- Macavity Award for Best Paperback Original: due vincite[6]
- Ridley Pearson Award per "significativi contributi al campo del mystery"[6]
- Ospite d'onore alla conferenza annuale Malice Domestic nel 1997 e premio alla carriera nel 2007[6]
- Premio dell'Oklahoma Center for the Book (2001) e premio alla carriera nel 2004[6]
- Distinguished Alumnus of the Gaylord College of Journalism and Mass Communication[6]
- Autrice protagonista al National Book Festival della Biblioteca del Congresso nel 2003 e nel 2007[9][10]
- Membro ed ex presidente di Sisters in Crime

## Opere

### SerieDeath on Demand
La serie Death on Demand narra le vicende di Annie Laurance, proprietaria della libreria Death on Demand di Broward's Rock, località immaginaria della Carolina del Sud. Usando come ambientazione una libreria di gialli, Carolyn Hart ha dato ai suoi personaggi la possibilità di parlare liberamente di altri autori di mystery. Uno dei temi principali della serie è il concorso in cui il primo cliente che indovina correttamente una serie di cinque misteri dagli indizi di un quadro appeso in negozio vince un romanzo a sua scelta.
1. Morte in libreria (Death on Demand) (1987) ISBN 88-389-1366-8
2. Progetto per un omicidio (Design for Murder) (1988)
3. Something Wicked (1988)
4. Honeymoon with Murder (1988)
5. A Little Class on Murder (1989)
6. Deadly Valentine (1990)
7. Buon compleanno, Agatha Christie (The Christie Caper) (1991)
8. Southern Ghost (1992)
9. Mint Julep Murder (1995)
10. Yankee Doodle Dead (1998)
11. White Elephant Dead (1999)
12. Sugarplum Dead (2000)
13. April Fool Dead (2002)
14. Engaged to Die (2003)
15. Murder Walks the Plank (2004)
16. Death of the Party (2005)
17. Dead Days of Summer (2006)
18. Death Walked In (2008)
19. Dare to Die (2009)
20. Laughed 'Til He Died (2010)
21. Dead by Midnight (2011)
22. Death Comes Silently (2012)
23. Dead, White and Blue (2013)
24. Death at the Door (2014)
25. Don't Go Home (2015)
26. Walking On My Grave (2017)

### Serie di Henrie O
La serie di Henrie O ha per protagonista Henrie O'Dwyer Collins, una giornalista settantenne pensionata che gira il mondo risolvendo crimini che sembrano seguirla nei suoi viaggi.
1. Dead Man's Island (1993)
2. Scandal in Fair Haven (1994)
3. La lezione (Death in Lovers' Lane) (1997)
4. Death in Paradise (1998)
5. Death on the River Walk (1999)
6. Resort to Murder (2001)
7. La rotta del delitto (Set Sail for Murder) (2007)

### Serie di Bailey Ruth Raeburn
La protagonista di questa serie è il fantasma di una donna morta in mare, che torna sulla terra col "Rescue Express" per aiutare i suoi concittadini di Adelaide (Oklahoma).
1. Ghost at Work (2008)
2. Merry, Merry Ghost (2009)
3. Ghost In Trouble (2010)
4. Ghost Gone Wild (2013)

### Libri non inclusi in una serie
- The Secret of the Cellars (1998, ebook 2013)
- Dangerous Summer (1968, ebook 2013)
- No Easy Answers (1970, ristampato nel 2013)
- Rendezvous in Veracruz (1972, ristampato nel 2012)
- Danger, High Explosives! (1972, ebook 2013)
- Flee from the Past (1975, ristampato nel 1998 e nel 2012)
- A Settling of Accounts (1976, ristampato nel 2013)
- Escape from Paris (1982, ristampato nel 2013)
- The Rich Die Young (1983, ristampato nel 2001)
- Death by Surprise (1983, ristampato nel 2013)
- Castle Rock (1983, ristampato nel 2014)
- Skulduggery (1984, ristampato nel 2012)
- The Devereaux Legacy (1986, ristampato nel 2013)
- Brave Hearts (1987, ristampato nel 2013)
- Crimes of the Heart (1995)
- Crime on her Mind (1999, ebook 2013)
- Love & Death (2001, edited anthology)
- Letter from Home (2003)
- Secrets and Other Stories of Suspense (2008)
- The Sooner Story, 1890-1980 (1980, con Charles F. Long)